# Ввічливі люди (пісня)
«Ввічливі люди» (також «Гімн ввічливим людям») — пісня, виконана Ансамблем імені О. Александрова. Отримала популярність після розміщення в YouTube у середині квітня 2014 року. Пісня створена на честь так званих «Ввічливих людей» (як їх іменують російські ЗМІ), які брали участь у воєнній окупації Криму в кінці лютого — на початку березня 2014 року.
Автор музики — заслужений артист Росії підполковник В'ячеслав Уманець, автор слів — Антон Губанков. Виконує соліст ансамблю Євген Булочников.

## Історія

### Авторство
Автором ідеї створення пісні є керівник Управління культури Міністерства оборони Російської Федерації Антон Губанков. На початку квітня 2014 року він написав текст пісні і звернувся до директора Ансамблю імені О. Александрова Леоніда Малєва з проханням написати музику до даного тексту. Малєв доручив це завдання своєму заступнику, заслуженому артисту Росії, підполковнику В'ячеславу Уманцю. До наступного дня пісня вже була готова. Оркестровку для хору, соліста й оркестру виконав професор Московського державного університету культури і мистецтв, заслужений діяч мистецтв Російської Федерації Анатолій Уманець. Перші репетиції публічного виконання пісні проводилися ансамблем в автобусах і літаках.

### Перше виконання
9 квітня 2014 року за рішенням Міністра оборони РФ Сергія Шойгу Ансамбль імені О. Алексадрова вирушив до Криму на гастрольний тур з п'яти концертів на честь 70-річчя звільнення Криму від німецько-фашистських загарбників. Вперше перед аудиторією «Гімн ввічливим людям» був виконаний Ансамблем імені О. Александрова в Євпаторії 10 квітня 2014 року, 11 квітня пісня була виконана в Керчі, а 12 квітня — в Севастополі і Сімферополі.

### Отримання популярності
22 квітня 2014 року був здійснений студійний запис пісні, в той же день запис пісні було опубліковано на YouTube. Московський комсомолець зазначив, що через добу після публікації кількість переглядів ролику перевищила 100 тисяч.
7 травня пісня пролунала на сцені стадіону «Лужники» у Москві. 8 травня пісню заспівали в Москві у Державному центральному концертному залі «Росія».

### Інші редакції кліпу
Відзнятий на пісню патріотичний кліп зазнавав редагувань у мережі, зокрема:
https://www.youtube.com/watch?v=vYRswPspgLc [Архівовано 17 березня 2016 у Wayback Machine.]